# Трапаттони, Джованни
Джова́нни Трапатто́ни (итал. Giovanni Trapattoni; род. 17 марта 1939, Кузано-Миланино, Ломбардия) — итальянский футболист и футбольный тренер. Большую часть игровой карьеры провёл в составе «Милана», а наибольших тренерских успехов добился возглавляя «Ювентус».
Один из двух тренеров (наряду с немцем Удо Латтеком), которому удавалось выиграть Кубок европейских чемпионов, Кубок обладателей кубков и Кубок УЕФА и единственный, который добился этого во главе одной команды.

## Игровая карьера
В 14 лет Джованни Трапаттони попал в футбольную школу «Милана», а ещё через шесть лет пробился в основной состав, где выступал на позиции защитника. Несмотря на наличие более звёздных партнёров, таких как Чезаре Мальдини, Джанни Ривера и Жозе Алтафини, Трапаттони сумел стать одним из ключевых футболистов «россонери» 1960-х годов. Его отличало умение читать игру и предугадывать действия соперника, а также неуступчивость в единоборствах. Одним из лучших матчей защитника в «Милане» стал финал Кубка европейских чемпионов, когда он полностью закрыл лучшего нападающего «Бенфики» Эйсебио, позволив нанести ему лишь один удар по воротам (правда этот удар закончился голом). «Милан» в итоге одержал победу со счётом 2:1 благодаря дублю Алтафини. На закате карьеры Трапаттони провёл один сезон в скромном клубе «Варезе», который по итогам сезона выбыл в Серию В.
В составе сборной Италии Трапаттони провёл всего 17 матчей. В её составе он ездил на чемпионат мира 1962 года, но на поле там так и не вышел.

## Тренерская карьера

### «Милан»
Вскоре после окончания игровой карьеры Трапаттони занялся тренерской работой, возглавив молодёжные команды «Милана». В 1974 году он был назначен исполняющим обязанности главного тренера команды, приняв её с 24-го тура чемпионата Италии. Поднять команду выше седьмого места начинающему тренеру не удалось. Сезон могла бы скрасить победа в Кубке обладателей кубков, однако в решающем матче этого турнира «россонери» уступили «Магдебургу» из ГДР. По окончании сезона Трапаттони покинул пост, но перед началом сезона 1975/1976 вновь стал главным тренером команды. На этот раз ему удалось завоевать с «Миланом» бронзовые медали Серии А, после чего он вновь покинул клуб.

### «Ювентус»
Несмотря на отсутствие видимых результатов в «Милане», потенциал молодого тренера рассмотрело руководство «Ювентуса», которое не побоялось довериться ему и пригласить на пост главного тренера в 1976 году. В прошедшем сезоне «Юве» уступил чемпионский титул принципиальному сопернику «Торино», однако Трапаттони уже в первом же сезоне удалось вернуть «старой синьоре» чемпионский титул, а также выиграть Кубок УЕФА — первый международный трофей в истории клуба.
Всего в «Ювентусе» Трапаттони работал на протяжении десяти сезонов и добился невероятных успехов: команда шесть раз становилась чемпионом Италии, при этом лишь раз не попав в тройку призёров. Помимо этого ему удалось выиграть два Кубка Италии. Главным же достижением было то, что «Ювентус» окончательно вошёл в число грандов европейского футбола (при регулярных успехах во внутреннем первенстве, на международной арене «старая синьора» не могла похвастаться громкими победами). В 1983 году «Ювентус» во второй раз в истории дошёл до финала Кубка чемпионов, где с минимальным счётом уступил «Гамбургу». За эту неудачу подопечные Трапаттони реабилитировались в двух следующих сезонах, когда сначала выиграли Кубок обладателей кубков (в финале был повержен «Порту»), а затем, в 1985 году — долгожданный Кубок чемпионов (на этот раз соперником по финалу стал «Ливерпуль»). Помимо этого были также завоёваны Суперкубок УЕФА и Межконтинентальный кубок. Таким образом, «Ювентус» стал первым клубом, которому удалось выиграть все три еврокубка, а Трапаттони — вторым после Удо Латтека тренером, который сумел добиться подобного успеха.
Именно благодаря Трапаттони в полной мере раскрыли свой талант такие футболисты как Дино Дзофф, Клаудио Джентиле, Гаэтано Ширеа, Марко Тарделли, Мишель Платини, Паоло Росси и многие другие. Когда в 1982 году сборная Италии выиграла чемпионат мира шесть игроков её стартового состава представляли «Ювентус».

### «Интернационале»
В 1986 году Трапаттони, желая попробовать свои силы в другой команде, возглавил «Интер», который переживал в то время не самые простые времена. Первые два сезона сложились не очень успешно: команда занимала третье и пятое места соответственно, однако руководство «нерадзурри» продолжало доверять тренеру. По его просьбе клуб совершает трансферы игроков сборной ФРГ Андреаса Бреме и Лотара Маттеуса (через год к ним присоединился Юрген Клинсманн).
Результат не заставил себя долго ждать: в 1989 году «Интер» после девятилетнего перерыва становится чемпионом Италии, оторвавшись от серебряного призёра «Наполи» на 11 очков (за победу в то время начислялось два очка), чего в Серии А не встречалось более 30 лет. Свой успех команда закрепила победой в Суперкубке Италии. Следующие два сезона подопечные Трапаттони завершали на достойном третьем месте, а в 1991 году сумели выиграть Кубок УЕФА (который стал для «Интера» первым европейским трофеем с 1965 года).

### Возвращение в «Ювентус»
В 1991 году Джованни Трапаттони вернулся в «Ювентус», который после его ухода не только так и не смог выиграть чемпионат Италии, но и регулярно оставался вне тройки призёров. Трапаттони удалось несколько улучшить ситуацию — команда сумела выйти из кризиса и дважды стать серебряным призёром чемпионата, но вернуть команду на вершину ему так и не удалось. Единственным трофеем «старой синьоры» за этот период стал Кубок УЕФА, выигранный в 1993 году (для Трапаттони этот трофей стал уже третьим в карьере).

### «Бавария» и «Кальяри»
После ухода из «Ювентуса» Трапаттони принял решение впервые в карьере поработать за границей, возглавив в 1994 году мюнхенскую «Баварию». Однако именно в этой команде итальянского специалиста ожидал первый провал в тренерской карьере. Будучи действующим чемпионом Германии, под руководством Трапаттони мюнхенцы неожиданно заняли лишь 6-е место, не смогли они проявить себя и в Лиге чемпионов, откуда вылетела на стадии полуфинала. После этого итальянец был отправлен в отставку.
После этого он, к удивлению многих[кого?], возглавил скромный итальянский «Кальяри», который под руководством Трапаттони успешно решил задачу, по сохранению места в элите итальянского футбола (команда заняла 9-е место), но запомниться какими-то особыми достижениями не сумел. Уже в следующем сезоне специалиста вновь пригласила «Бавария», которая так и не сумела вернуть себе чемпионский титул. На этот раз Трапаттони удалось выиграть Бундеслигу, а на следующий год завоевать Кубок Германии (чемпионский титул, правда, отстоять не удалось). Несмотря на внутренние успехи, руководство «Баварии» ожидало от тренера успехов в еврокубках, и после неудачного выступления в них Трапаттони вновь покинул мюнхенцев.

### «Фиорентина»
Закончив свою немецкую эпопею, Трапаттони вернулся в Италию и возглавил «Фиорентину». Во главе «фиалок» специалисту удалось развить успехи своих предшественников: Клаудио Раньери и Альберто Малезани. Наладив игру команды он привёл её к бронзовым медалям чемпионата Италии (которые стали для флорентийцев первыми за 15 лет и до настоящего времени являются последними), а также вывел в финал Кубка Италии, где последовало поражение от «Пармы». В следующем сезоне «фиалки» оказались лишь седьмыми, но при этом сумели достойно выступить в Лиге чемпионов, где сумели выйти во второй групповой этап, оставив за бортом турнира лондонский «Арсенал».

### Сборная Италии
В июле 2000 года Трапаттони впервые в своей карьере отошёл от клубной работы, возглавив национальную сборную Италии, во главе которой сменил Дино Дзоффа. Итальянцы весьма уверенно выиграли отборочную группу к чемпионату мира 2002 года, выиграв шесть матчей из восьми и ещё два сведя вничью, что позволило им считаться одним из теневых фаворитов «мундиаля». Однако в финальной части турнира итальянцы выступили неубедительно: выиграв в первом матче группового этапа у сборной Эквадора, они во втором туре уступили хорватам. Лишь вырванная на последних минутах матча с Мексикой ничья позволила подопечным Трапаттони выйти в плей-офф турнира. В матче 1/8 финала итальянской сборной предстояло сыграть с одной из хозяек чемпионата — сборной Южной Кореи. Подопечным Трапаттони удалось открыть счёт, однако затем они пропустили два гола и покинули турнир.
Несмотря на не самое удачное выступление Трапаттони продолжил тренировать «скуадру адзурру». Ему успешно удалось квалифицироваться на Евро 2004 (его подопечные вновь сумели выиграть отборочную группу), однако в финальном турнире повторилась история двухлетней давности. В первых двух матчах итальянцы сыграли вничью со сборными Дании и Швеции. Для выхода в плей-офф им нужно было в заключительном матче группового этапа побеждать сборную Болгарии и надеяться на то, что параллельный матч между скандинавскими командами не закончиться вничью. В результате подопечные Трапаттони сумели выиграть свой матч, но команды Дании и Швеции сыграли вничью 2:2, тем самым выбив итальянцев из дальнейшей борьбы за титул. На этот раз подобный расклад вызвал слухи о «скандинавском заговоре». После второй неудачи на международном турнире Трапаттони оставил пост главного тренера сборной.

### Возвращение к клубной работе
После ухода из сборной Италии карьера Трапаттони пошла на спад, в элитные команды его больше не приглашали. Тем не менее 5 июля 2004 года он был представлен в качестве главного тренера лиссабонской «Бенфики». Итальянскому специалисту удалось выиграть с «орлами» первый за 11 лет чемпионский титул и дойти до финала Кубка Португалии (где последовало неожиданное поражение от сетубальской «Виктории»).
Летом 2005 года Трапаттони вновь перебрался в Германию, подписав контракт со «Штутгартом». Однако на этот раз тренеру даже не удалось доработать до конца сезона, из-за неудовлетворительных результатов он был уволен. Кроме того, здесь итальянец вступил в конфликт с игроками, которые обвиняли тренера в нежелании исповедовать атакующий футбол. В результате конфликта Трапаттони усадил на скамейку запасных датчан Йон-Даля Томассона и Йеспера Грёнкьера, полностью разрушив атмосферу в команде. Это тренерское решение привело к возникновению слухов о том, что таким образом итальянец отомстил датчанам за вылет его сборной с чемпионата Европы.
Всего через несколько месяцев после увольнения Трапаттони возглавил австрийский «Ред Булл», создав тренерский тандем с Лотаром Маттеусом. Специалистам удалось с ходу выиграть австрийскую Бундеслигу, чего «быкам» не удавалось на протяжении десяти лет. Отработав с командой ещё сезон Трапаттони принял решение оставить пост, «Ред Булл» стал последним клубом в его тренерской карьере.

### Сборная Ирландии
В 2008 году Джованни Трапаттони во второй раз в карьере возглавил национальную сборную, на этот раз Ирландии. В отборочных матчах к чемпионату мира 2010 года ирландцы выступили достаточно уверенно, не проиграв ни одного матча, в том числе дважды сыграв вничью с действующими чемпионами мира и соотечественниками Трапаттони итальянцами. Однако опередить «скуадру адзурру» в турнирной таблице не сумели и попали в стыковые матчи, где им предстояло сыграть со сборной Франции. Первый матч завершился минимальной победой французов, но в ответном матче в Сен-Дени ирландцы смогли перевести противостояние в дополнительное время, а для выхода в финальную часть «мундиаля» им хватило бы одного гола. Однако решающий гол был забит французами, которые грубейшим образом нарушили правила: нападающий Тьерри Анри обработал мяч, явно подыграв себе рукой и отдал голевой пас находящемуся в офсайде Вильяму Галласу. Таким образом, на чемпионат мира ирландцы пробиться не сумели.
Трапаттони продолжил работу с «зелёными» и на этот раз сумел вывести их на Евро 2012 (во второй раз в истории ирландской сборной). На самом турнире сборная Ирландии проиграла все три матча группового этапа и бесславно покинула турнир (впрочем, их соперниками были будущие финалисты турнира испанцы и итальянцы, а также крепкая сборная Хорватии). По ходу чемпионата Европы Трапаттони стал самым возрастным тренером, возглавлявший команду в финальном турнире первенства (на тот момент ему было 73 года).
Отборочный турнир к очередному чемпионату мира складывался для ирландцев неудачно и в результате после очередного поражения от сборной Австрии в сентябре 2013 года Трапаттони был уволен с поста главного тренера. После этого он принял решение завершить тренерскую карьеру.
В 2022 был внесён кандидатом в списки голосования за президента Итальянской республики.

## Статистика

### Игровая
| Выступление      | Выступление      | Выступление      | Лига | Лига | Кубок страны | Кубок страны | Еврокубки | Еврокубки | Другие | Другие | Итого | Итого |
| Клуб             | Лига             | Сезон            | Игры | Голы | Игры         | Голы         | Игры      | Голы      | Игры   | Голы   | Игры  | Голы  |
| ---------------- | ---------------- | ---------------- | ---- | ---- | ------------ | ------------ | --------- | --------- | ------ | ------ | ----- | ----- |
| Милан            | Серия А          | 1957/58          | 0    | 0    | 2            | 0            | 0         | 0         | 0      | 0      | 2     | 0     |
| Милан            | Серия А          | 1958/59          | 0    | 0    | 0            | 0            | 0         | 0         | 0      | 0      | 0     | 0     |
| Милан            | Серия А          | 1959/60          | 2    | 0    | 1            | 0            | 0         | 0         | 0      | 0      | 3     | 0     |
| Милан            | Серия А          | 1960/61          | 30   | 1    | 1            | 0            | 0         | 0         | 0      | 0      | 31    | 1     |
| Милан            | Серия А          | 1961/62          | 31   | 0    | 0            | 0            | 0         | 0         | 1      | 0      | 32    | 0     |
| Милан            | Серия А          | 1962/63          | 30   | 0    | 2            | 0            | 8         | 0         | 0      | 0      | 40    | 0     |
| Милан            | Серия А          | 1963/64          | 28   | 1    | 0            | 0            | 2         | 0         | 3      | 1      | 33    | 2     |
| Милан            | Серия А          | 1964/65          | 30   | 0    | 1            | 0            | 0         | 0         | 1      | 0      | 32    | 0     |
| Милан            | Серия А          | 1965/66          | 18   | 1    | 1            | 0            | 0         | 0         | 2      | 0      | 21    | 1     |
| Милан            | Серия А          | 1966/67          | 22   | 0    | 5            | 0            | 0         | 0         | 0      | 0      | 27    | 0     |
| Милан            | Серия А          | 1967/68          | 24   | 0    | 9            | 0            | 9         | 0         | 0      | 0      | 42    | 0     |
| Милан            | Серия А          | 1968/69          | 22   | 0    | 5            | 0            | 5         | 0         | 0      | 0      | 32    | 0     |
| Милан            | Серия А          | 1969/70          | 20   | 0    | 0            | 0            | 2         | 0         | 0      | 0      | 22    | 0     |
| Милан            | Серия А          | 1970/71          | 15   | 0    | 7            | 0            | 0         | 0         | 0      | 0      | 22    | 0     |
| Милан            | Итого            | Итого            | 272  | 3    | 34           | 0            | 26        | 0         | 7      | 1      | 339   | 4     |
| Варезе           | Серия А          | 1971/72          | 10   | 0    | 3            | 0            | 0         | 0         | 0      | 0      | 13    | 0     |
| Варезе           | Итого            | Итого            | 10   | 0    | 3            | 0            | 0         | 0         | 0      | 0      | 13    | 0     |
| Всего за карьеру | Всего за карьеру | Всего за карьеру | 282  | 3    | 37           | 0            | 26        | 0         | 7      | 1      | 352   | 4     |

### Тренерская
| Команда              | Начало работы  | Завершение работы | Показатели | Показатели | Показатели | Показатели | Показатели |
| Команда              | Начало работы  | Завершение работы | М          | В          | Н          | П          | % побед    |
| -------------------- | -------------- | ----------------- | ---------- | ---------- | ---------- | ---------- | ---------- |
| Милан (и. о.)        | 8 апреля 1974  | 30 июня 1974      | 9          | 2          | 4          | 3          | 022,22     |
| Милан                | 2 октября 1975 | 30 мая 1976       | 37         | 19         | 9          | 9          | 051,35     |
| Ювентус              | 1 июля 1976    | 3 мая 1986        | 452        | 245        | 133        | 74         | 054,20     |
| Интернационале       | 1 июля 1986    | 30 июня 1991      | 233        | 126        | 60         | 47         | 054,08     |
| Ювентус              | 1 июля 1991    | 30 июня 1994      | 142        | 74         | 44         | 24         | 052,11     |
| Бавария              | 1 июля 1994    | 30 июня 1995      | 46         | 17         | 18         | 11         | 036,96     |
| Кальяри              | 1 июля 1995    | 13 февраля 1996   | 25         | 10         | 3          | 12         | 040,00     |
| Бавария              | 1 июля 1996    | 30 июня 1998      | 90         | 55         | 21         | 14         | 061,11     |
| Фиорентина           | 1 июля 1998    | 30 июня 2000      | 100        | 44         | 31         | 25         | 044,00     |
| Сборная Италии       | 5 июля 2000    | 30 июня 2004      | 44         | 25         | 12         | 7          | 056,82     |
| Бенфика              | 1 июля 2004    | 31 мая 2005       | 45         | 25         | 9          | 11         | 055,56     |
| Штутгарт             | 1 июля 2005    | 9 февраля 2006    | 31         | 12         | 12         | 7          | 038,71     |
| Ред Булл (Зальцбург) | 1 июня 2006    | 30 апреля 2008    | 87         | 48         | 19         | 20         | 055,17     |
| Сборная Ирландии     | 1 мая 2008     | 11 сентября 2013  | 62         | 25         | 22         | 15         | 040,32     |
| Итого                | Итого          | Итого             | 1403       | 727        | 397        | 279        | 051,82     |

## Достижения

### В качестве игрока
«Милан»
- Чемпион Италии (2): 1961/62, 1967/68
- Обладатель Кубка Италии: 1966/67
- Обладатель Кубка европейских чемпионов (2): 1962/63, 1968/69
- Обладатель Кубка обладателей кубков УЕФА: 1967/68
- Обладатель Межконтинентального кубка: 1969

### В качестве тренера
«Ювентус»
- Чемпион Италии (6): 1976/77, 1977/78, 1980/81, 1981/82, 1983/84, 1986
- Обладатель Кубка Италии (2): 1978/79, 1982/83
- Обладатель Кубка УЕФА (2): 1976/77, 1992/93
- Обладатель Кубка обладателей кубков УЕФА: 1983/84
- Обладатель Кубка европейских чемпионов: 1984/85
- Обладатель Суперкубка Европы: 1984
- Обладатель Межконтинентального кубка: 1985

«Интернационале»
- Чемпион Италии: 1988/89
- Обладатель Суперкубка Италии: 1989
- Обладатель Кубка УЕФА: 1990/91

«Бавария»
- Чемпион Германии: 1996/97
- Обладатель Кубка немецкой лиги: 1997
- Обладатель Кубка Германии: 1997/98

«Бенфика»
- Чемпион Португалии: 2004/05

«Редд Булл» (Зальцбург)
- Чемпион Австрии: 2006/07

Сборная Ирландии
- Обладатель Кубка наций по футболу: 2011

### Личные
- Ввёден в Зал Славы Милана[6]
- Почётный знак Чемпионы Европы: 2006[7]
- 12-е место в списке лучших тренеров в истории футбола по версии ESPN: 2013[8]
- 12-е место в списке лучших тренеров в истории футбола по версии France Football: 2019[9][10]
- 19-е место списке лучших тренеров в истории футбола по версии World Soccer: 2013[11][12]
- Введён в Зал славы итальянского футбола: 2012

## Признание
В книге британского журналиста Дэвида Голдблатта World Football Yearbook 2002/03 Трапаттони указан в числе 10 лучших тренеров за всю историю футбола.